# Pangur Bán
Pangur Bán är en fornirisk dikt, skriven omkring 800-talet vid eller nära Reichenauklostret (idag i Tyskland) av en irländsk munk om sin katt. Pangur Bán, "vita Pangur", är kattens namn. Även om dikten är anonym, har den likheter med Sedulius Scotus poesi, vilket har lett till spekulationer om att han är författaren. I åtta verser om fyra rader var jämför författaren kattens lycka under jakten med sin egen lycka från att lära sig nya saker.

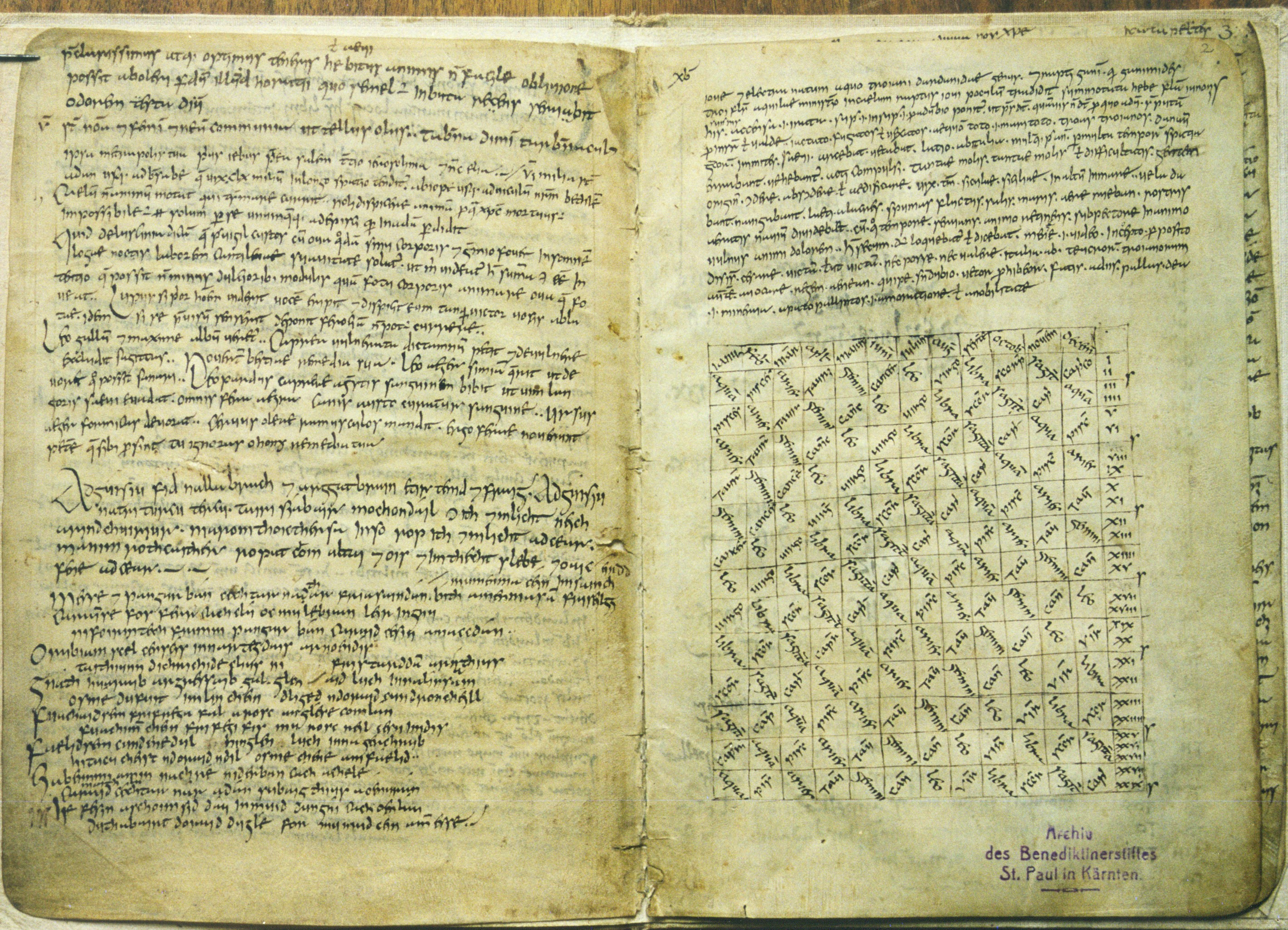
Sidan i Reichenau Schulheft som Pangur Bán är skriven på.

Dikten återfinns enbart i ett manuskript, Reichenauer Schulheft. Boken verkar vara en irländsk munks anteckningshäfte, och innehåller bland annat även anteckningar till en kommentar till Aeneiden, en kort ordlista med grekiska ord, lite grekisk grammatik, några hymner, och anteckningar om bibliska platser, och en text om änglars natur. Manuskriptet förvaras idag i Stift Sankt Paul im Lavanttal.

## Dikt
| Originalversion på forniriska | Engelskspråkig översättning av Robin Flower (1912, The Poem-Book of the Gael) |
| --- | --- |
| 1. Messe ocus Pangur Bán, cechtar nathar fria saindan bíth a menmasam fri seilgg mu menma céin im saincheirdd. 2. Caraimse fos ferr cach clú oc mu lebran leir ingnu ni foirmtech frimm Pangur Bán caraid cesin a maccdán. 3. Orubiam scél cen scís innar tegdais ar noendís taithiunn dichrichide clius ni fristarddam arnáthius. 4. Gnáth huaraib ar gressaib gal glenaid luch inna línsam os mé dufuit im lín chéin dliged ndoraid cu ndronchéill. 5. Fuachaidsem fri frega fál a rosc anglése comlán fuachimm chein fri fegi fis mu rosc reil cesu imdis. 6. Faelidsem cu ndene dul hinglen luch inna gerchrub hi tucu cheist ndoraid ndil os me chene am faelid. 7. Cia beimmi amin nach ré, ni derban cách a chele maith la cechtar nár a dán, subaigthius a óenurán. 8. He fesin as choimsid dáu in muid dungní cach oenláu du thabairt doraid du glé for mu mud cein am messe. | 1. I and Pangur Bán, my cat, 'Tis a like task we are at; Hunting mice is his delight, Hunting words I sit all night. 2. Better far than praise of men 'Tis to sit with book and pen; Pangur bears me no ill-will, He, too, plies his simple skill. 3. 'Tis a merry thing to see At our tasks how glad are we, When at home we sit and find Entertainment to our mind. 4. Oftentimes a mouse will stray In the hero Pangur's way; Oftentimes my keen thought set Takes a meaning in its net. 5. 'Gainst the wall he sets his eye Full and fierce and sharp and sly; 'Gainst the wall of knowledge I All my little wisdom try. 6. When a mouse darts from its den, O! how glad is Pangur then; O! what gladness do I prove When I solve the doubts I love. 7. So in peace our task we ply, Pangur Bán, my cat, and I; In our arts we find our bliss, I have mine, and he has his. 8. Practice every day has made Pangur perfect in his trade; I get wisdom day and night, Turning darkness into light. |

## Populärkultur
Fay Sampson skrev en serie böcker baserade på dikten. Dessa handlar om de äventyr som Pangur Bán, hans vän munken Niall, och den kymriska prinsessan Finnglas äventyr.
I den animerade filmen The Secret of Kells, som är starkt inspirerad av irländsk mytologi, är en av bikaraktärerna en vit katt vid namn Pangur Bán som anländer i sällskap med en munk. En tolkning av dikten på modern iriska läses upp under filmens eftertexter av skådespelaren Mick Lally.
Den iriskspråkiga sångerskan Pádraigín Ní Uallacháin spelade in dikten i sitt studioalbum Songs of the Scribe från 2011, med både originaltexten och en översättning av Nobelpristagaren Seamus Heaney. Dikten lästes, först på iriska och därefter i Heaneys översättning, av Tomás Ó Cathasaigh vid minnesgudstjänsten som hölls för Heaney den 7 november 2013.
2016 publicerade Jo Ellen Bogart och Sydney Smith boken The White Cat and the Monk baserad på dikten.
Pangurban, en indelning av Nimravidae från Kalifornien under eocenperioden, är uppkallad efter katten i dikten.